# Béla Kun
Béla Kun (rodným jménem Béla Kohn; 20. února 1886, Szilágycseh – 29. srpna 1938, SSSR, přesné místo nejisté, snad polygon Kommunarka) byl maďarský komunistický politik, po krátkou dobu roku 1919 stál fakticky v čele Maďarské republiky rad, republiky sovětského typu utvořené na části území bývalého Uherska.

## Mládí
Otec Bély Kuna byl vesnický notář židovského původu, nebyl ale nábožensky aktivní. Stejně tak jeho matka, která byla nábožensky nepraktikující protestantka. V roce 1906 si Béla pomaďarštil jméno z Kohn na Kun. Ačkoliv zaujal ke všem formám náboženství včetně židovského odmítavý postoj, jeho původní jméno způsobovalo během celé jeho aktivní kariéry mnoho antisemitských předsudků vyjadřovaných jeho oponenty. Kun byl vychováván sekulárně, vzdělání ale získal na proslulém kalvinistickém kollegiu (gymnáziu) v Kolozsváru (dnešní Kluž v Rumunsku).
Během studia vyhrál první cenu za nejlepší slohovou práci o maďarské literatuře, za což mu bylo umožněno opustit kollegium a začít studovat na Kolozsvárské univerzitě. Kunova slohová práce byla o maďarském revolučním básníkovi období národního romantismu Sándoru Petőfim. Závěrečné odstavce jeho práce zněly takto:
„Bouřící vášeň Petőfiho duše…se obracela proti privilegovaným třídám, proti utlačovatelům…a stavěla se proti nim s revoluční nespoutaností. Petőfi cítil, že zemi nemůže spasit umírněnost a zdrženlivost, ale pouze použití všech nejkrajnějších prostředků, které jsou k dispozici. Opovrhoval už jenom pomyšlením na jakoukoliv zbabělost…Petőfiho vize byla správná. V revolucích, o jejichž osudu a případném úspěchu rozhoduje odvaha a odhodlání, není místo pro opatrnost a rozvážnost…to je důvod proč Petőfi odsoudil své krajany za oportunismus a váhavost když měli čelit velkým problémům jejich doby…Petőfiho díla musí být považována za zákon maďarské duše…a za…lásku k vlasti.“
Studia na univerzitě nakonec zanechal a rozhodl se vstoupit do politiky. Stal se členem sociální demokracie v Kolozsváru a plnil funkci pokladníka místní organizace. Pracoval také jako angažovaný investigativní (muckraking) novinář. Měl pověst výbušného bouřliváka a účastnil se několika soubojů. V květnu 1913 se Kun oženil s učitelkou hudby ze společenského prostředí střední třídy Irenou Galovou. V roce 1914 pracoval v Dělnické pojišťovací společnosti, kde byl později obviněn z krádeže, peníze ale vrátil a žaloba na něj byla stažena. Kun poté raději opustil Kolozsvár a odstěhoval se do Budapešti.

## Kariéra v dělnickém hnutí
Ještě během studií v Kolozsváru se stal jeho přítelem básník Endre Ady, kterého Kuna představil mnoha členům levicové inteligence v Budapešti. Před vypuknutím války ještě Kun stihl založit noviny s marxistickým ideovým pozadím.
V první světové válce Kun bojoval na straně Rakousko-Uherska, v roce 1916 byl zajat ruskými vojáky, byl poslán do zajateckého tábora na Uralu, kde se ideově přiklonil ke komunismu. V roce 1917 se zapletl do, jak sám říkal,
romantického dobrodružství ruské revoluce, realizaci ideje, která uspokojila jeho dříve nenaplněné duševní touhy a představy. Paradoxně si ale k Rusům udržel určitý stupeň opovržení, protože se domníval, že by byl komunismus mnohem více vhodný pro „civilizované“ národy, jako bylo Maďarsko než pro spíše „barbarské“ Rusko. Během svého pobytu v Rusku se naučil mluvit plynně rusky (ovládal plynně i němčinu a dorozuměl se i anglicky).
V březnu 1918 Kun spoluzaložil v Moskvě maďarské uskupení ruské komunistické strany (předchůdce Maďarské komunistické strany). Cestoval hodně po Rusku, navštívil i Petrohrad, dostal se přitom do povědomí Lenina, ale uvnitř Strany utvořil ultraradikální levicové křídlo, které bylo vůči Leninovi a většině bolševiků v opozici. Na rozdíl od Leninova pragmatizmu, Kun a jeho přátelé (např. Ital Umberto Terracini a Maďar Mátyás Rákosi) seskupení kolem Grigorije Zinovjeva a Karla Radeka promýšleli a propagovali politiku „revolučního útoku všemi prostředky“. Lenin tuto skupinu často nazýval jako kuneristé (od jména Béla Kun).
V ruské občanské válce v roce 1918 bojoval Kun na straně bolševiků. V této době začal poprvé promýšlet detailní plány, jak exportovat komunismus do Maďarska. V listopadu 1918 se Kun minimálně s několika stovkami maďarských komunistů a se značnými finančními prostředky od Sovětů vrátil do Maďarska.

## Před vznikem Maďarské republiky rad
Z území, které bezprostředně po první světové válce ztratilo Maďarsko (Uhersko) ve prospěch států Dohody a také z území, která měla být ztracena na základě plánované Trianonské smlouvy, začali do Maďarska proudit maďarští uprchlíci, což přispělo k tomu, že již tak nestabilní vláda byla ještě více oslabena. Nekontrolovaná inflace, nedostačující ubytovací kapacity, obrovská nezaměstnanost, nedostatek potravin a uhlí, to vše dále oslabovalo ekonomiku země a naopak podporovalo všeobecnou nespokojenost a protesty. V říjnu 1918 byla na základě tzv. Astrové revoluce ustavena demokratická, ale značně nestabilní koaliční vláda. Nato 4. listopadu 1918 zakládá Béla Kun v Budapešti Maďarskou komunistickou stranu. Kun okamžitě započal s velmi energickou propagandistickou kampaní namířenou proti vládě. Spolu se svými stoupenci se účastnil nenávistných a pomlouvačných útoků na prezidenta, hraběte Mihály Károlyiho a jeho sociálně demokratické spojence.
Kunovy proslovy měly na jeho posluchače značný vliv. Jeden z jeho posluchačů si poznamenal:
| „ | Včera jsem slyšel mluvit Kuna…byl to neohrožený, nenávistný, nadšený projev. Je to přísně vypadající člověk s hlavou býka, hustými vlasy a knírkem, ne až tak židovský, spíš sedláckého zjevu…Zná svoje publikum a plně ho ovládá…Dělníky z továren toužící po nových vyhlídkách spolu s představiteli sociální demokracie, mladými intelektuály, učiteli, doktory, právníky, všechny přítomné, kteří přišli, aby se seznámili s Kunem a marxismem. | “ |
| — | |   |

Komunisté také pořádali pochody, manifestace a organizované stávky. Kun toužil po komunistické revoluci, jelikož ale stále postrádal větší podporu veřejnosti, mohl přemýšlet jenom o politickém puči. V této době byl s pomocí telegrafu v živé komunikaci s Leninem. Postupně si získával další přívržence, ale maďarští sociální demokraté jako nejsilnější strana stále komunisty v podpoře vysoko přesahovali.
22. února 1919 uspořádali komunisté demonstraci před sídlem listu sociální demokracie Népszava. Způsobili při tom výtržnosti a celá demonstrace skončila přestřelkou a zabitím čtyř policistů. Po těchto událostech byl Kun zatčen a obviněn z velezrady. Po zatčení byl Kun ze strany policie vystaven antisemitským urážkám a brutálně zbit, což ovšem nezůstalo utajeno a bylo detailně popsáno v bulvárním tisku.
Zprávy o policejním násilí spáchaném na Kunovi a reakce Kuna na incident mu přinesly velkou veřejnou podporu a solidaritu. Kun po incidentu veřejně odpustil svým nepřátelům po způsobu Krista (znalosti o Kunově osobnostním charakteru naznačují, že šlo pouze o trik na získání podpory veřejnosti). Kun zůstal ve vězení do 21. března 1919.
19. března 1919 vydal francouzský plukovník Fernand Vix memorandum států Trojdohody, známé jako Vixova nóta nebo Vixovo ultimátum, které nařizovalo maďarské armádě stáhnout se z pozic, kde mělo základny. Přitom se předpokládalo, že vojenské linie budou na pařížské mírové konferenci v dohodě mezi Maďarskem a státy Dohody ustaveny jako nové hranice států. Vixova nóta z toho důvodu vzbudila v celém Maďarsku vlnu rozhořčení a Maďaři se rozhodli raději bojovat se státy Dohody než přijmout takto určené hranice. Prezident Károlyi rezignoval na svůj úřad ve prospěch sociálních demokratů. Ti si uvědomovali, že Maďarsko bude potřebovat pro vedení války spojence, z jejich pohledu jediný spojenec, který se nabízel, bylo bolševické Rusko. Jelikož Kun byl přítelem Lenina, předpokládalo se, že jeho přítomnost ve vládě přinese Maďarsku pomoc sovětů ve válce proti státům Dohody.
Sociální demokraté s Kunem nejdříve navázali kontakt ve věci možné koaliční vlády. Kun a jemu slíbená pomoc sovětů byla pro ně ovšem natolik důležitá, že v této pro ně zoufalé situaci to byl nakonec (stále vězněný) Kun, kdo diktoval podmínky svým věznitelům, a to navzdory faktu, že Rudá armáda byla v té době plně zapojena a vázána v ruské občanské válce, a tudíž její přímá podpora byla nepravděpodobná. Kun požadoval sloučení sociálně demokratické a komunistické strany, vyhlášení sovětské republiky (republiky rad) a další radikální opatření. Sociální demokraté v zoufalé situaci souhlasili se všemi jeho požadavky. 21. března 1919 byla vyhlášena Maďarská republika rad, sociální demokracie a komunisté se sloučili ve straně s dočasným názvem Maďarská socialistická strana a Béla Kun byl propuštěn z vězení a byl uveden do úřadu.
Sociální demokraté si ve vládě udrželi většinu křesel. Ze třiceti tří lidových komisařů v Revoluční vládní radě, která republiku rad řídila, bylo čtrnáct bývalých komunistů, sedmnáct bývalých sociálních demokratů a dva nestraníci. S výjimkou Kuna byl každý komisař bývalý sociální demokrat a každý zástupce komisaře bývalý komunista.

## Maďarská republika rad 1919
Maďarská republika rad ustavená 21. března 1919 byla po bolševickém Rusku druhou republikou sovětského typu v Evropě. Byla ustavena na nátlak Kuna a jeho malé komunistické strany v době, kdy Maďarsko potřebovalo pomoc Ruska v připravované válce se státy Dohody.
Kun zastával funkci komisaře pro zahraničí, ale během krátké doby existence republiky byl dominantní osobností celé vlády. Kun o tom informoval ve zprávě Leninovi takto: „Můj osobní vliv v Revoluční vládní radě je takový, že diktatura proletariátu je pevně zavedená, jelikož mám podporu lidu.“
První rozhodnutí vlády se týkalo znárodnění prakticky veškerého soukromého majetku (mimo osobního). V rozporu s radami Lenina a ruských bolševiků odmítla Kunova vláda přerozdělit znárodněnou půdu rolníkům, čímž ztratila podporu většiny obyvatel. Místo toho Kun vyhlásil program kolektivizace a vytvoření jednotných zemědělských družstev. Kvůli nedostatku kvalifikovaných lidí, kteří by je mohli řídit, ustanovil jako ředitele těchto jednotných družstev původní majitele (velkostatkáře), vedoucí a správce půdy.
Ve snaze získat si podporu rolníků, zrušil Kun všechny daně v zemědělských oblastech. Ve skutečnosti to vládě spíše uškodilo, protože rolníci došli k závěru, že vláda, která nevybírá daně, je křehká a slabá. Nová republika rad ještě zhoršila již tak vysokou inflaci tím, že nechala natisknout více peněz a projevila se také jako neschopná řešit bytovou krizi. Aby byly zajištěny potraviny pro města, bylo rozhodnuto zabavit je na venkově pomocí pololegálních organizovaných band známých jako Leninovi chlapci.
Uvnitř Maďarské socialistické strany probíhal ostrý, i když nakonec zbytečný spor o definitivní název strany. Bývalí sociální demokraté prosazovali jako název Maďarskou socialistickou stranu pracujících, zatímco komunisté Maďarskou socialistickou komunistickou stranu pracujících. Členové strany z řad bývalých komunistů se zase rozdělili na venkovskou a městskou frakci.
Režimní opozice se soustředila ve městě Segedín na jihu Maďarska, které bylo pod vojenskou kontrolou francouzské armády. 10. dubna 1919 tam byla ustavena kontrarevoluční vláda, která pověřila válečného hrdinu, kontradmirála bývalého Rakouska-Uherska Miklóse Horthyho, který se těšil velké podpoře především konzervativních sil, velkostatkářů a velkopodnikatelů, aby zorganizoval armádu, která měla sovětský režim Bély Kuna potlačit.
Poté, co 24. června ztroskotal pokus o protikomunistický převrat, se Kun postaral o odplatu ve formě tzv. Rudého teroru prováděného tajnou policií, revolučními tribunály a pololegálními speciálními oddíly, jako byli např. osobní strážci Tibora Szamuelyho, tzv. Leninovi chlapci. Počet popravených je odhadován mezi 370 až 600, nejvíce zdrojů se shoduje na čísle 590. Za hlavní limitující faktor tohoto rudého teroru jsou považováni bývalí sociální demokraté.
Zahraničně byla Maďarská republika rad ve velmi nevýhodné situaci. Vznikla jenom proto, aby byla schopna čelit Vixovu ultimátu ze strany Spojenců. Byla vytvořena maďarská Rudá armáda, ovšem vzhledem k faktu, že bolševická Rudá armáda jí nebyla schopna přímo pomoci vzhledem k probíhající ruské občanské válce, vyhlídky Maďarska na úspěch v boji se Spojenci byly mizivé. Aby získal čas, pokoušel se Kun se Spojenci vyjednávat, v dubnu se v Budapešti setkal s jihoafrickým ministerským předsedou generálem Janem Smutsem. Jakákoliv dohoda byla ovšem nemožná, takže se Maďarsko krátce poté, již koncem dubna, ocitlo ve válce s Rumunským královstvím a Československem podporovanými Francií. Maďarská Rudá armáda zaznamenala určitý úspěch ve válce s Československem, když v červnu ovládla značnou část jihovýchodního Slovenska. 16. června byla v Prešově vyhlášena Slovenská republika rad s ústředními orgány Revolučním výkonným výborem a Revoluční vládní radou. Předsedou revolučního výboru mezi 20. červnem a 7. červencem byl český novinář a komunista Antonín Janoušek. Začátkem července byla maďarská Rudá armáda Kunem ze Slovenské republiky rad stažena, což vedlo k okamžitému zániku republiky a odchodu jejích představitelů na území Maďarska. 7. července byla její území obsazena československou armádou.
Válečný konflikt s Rumunským královstvím se vyvíjel ještě méně příznivě a Maďarská republika rad utrpěla několik porážek. V polovině července se Kun rozhodl vsadit vše na útok proti Rumunům. Spojenecký velitel na Balkáně, francouzský maršál Louis Franchet d'Esperey napsal 21. července 1919 maršálu Ferdinandu Fochovi:
„Jsme přesvědčeni, že Maďarská ofenziva se zhroutí sama od sebe…Jakmile bude zahájen maďarský útok, ustoupíme na demarkační čáru a odtamtud podnikneme protiútok. Podle slibu generála Fertianu nastoupí v příštích dnech na frontu dvě rumunské brigády. Jak sám vidíte, pane maršále, nemáme se ze strany maďarské armády čeho bát. Mohu vás ujistit, že Maďarská republika rad nebude trvat déle než dva nebo tři týdny. A pokud nesvrhne Kunův režim naše ofenziva, udělá to zajisté jeho neudržitelná vnitřní situace.“
Bolševická Rudá armáda slíbila, že napadne Rumunské království a spojí se s Kunem a málem se tak opravdu stalo. Zabránila tomu vojenská porážka, kterou utrpěla Rudá armáda na Ukrajině, invaze do Rumunského království tak byla zastavena dříve než vůbec začala. Rumuni se souhlasem Trojdohody vstoupili do Maďarska a v krátké době se přes slabý odpor demoralizované maďarské Rudé armády dostali do vnitrozemí. Béla Kun spolu s dalšími exponenty komunistického režimu včetně Tibora Szamuelyho uprchl 1. srpna do Vídně. 6. srpna vstoupila rumunská armáda do Budapešti a donutila komunisty odevzdat moc sociálně demokratické straně. Tím Maďarská republika rad skončila.

## V Rakousku a politické masakry na Krymu
V době, kdy Kun uprchl do Vídně, vládla v Rakousku sociálně demokratická strana. Byl zajat a internován, ale v červenci 1920 byl propuštěn výměnou za rakouské vězně v Rusku.
V Rusku Kun znovu vstoupil do Komunistické strany Ruska (bolševiků) a byl postaven do čela regionálního revolučního výboru na Krymu. Z této pozice údajně přikázal zabít tisíce příslušníků etnických menšin na Krymu. Údajně také nechal pozabíjet deset tisíc zajatých bělogvardějců, konkrétně vojenské jednotky generála Pjotra Nikolajeviče Wrangela, kterým byla slíbena amnestie v případě že se vzdají, ale slib nebyl dodržen a vojáci byli v zajetí pozabíjeni. Krymské masakry vedené proti Rusům způsobily v komunistické straně Ruska velké pobouření, rozhořčení posilovala skutečnost, že byly spáchány cizincem, Maďarem, a vedly k tomu, že Lenin Kuna zavrhl.

## „Březnová akce“ v Německu 1921
Kun se jako blízký spojenec Grigorije Zinovjeva stal vedoucím činitelem Kominterny. V březnu 1921 byl Kun poslán do Německa jako poradce Komunistické strany Německa (KPD). Povzbuzoval její představitele, aby se řídili „teorií útoku“, kterou podporovali Zinovjev a další Kuneristé.
27. března se představitelé KPD rozhodli zahájit revoluční útok na podporu horníků ve středním Německu, hnací silou celé akce byl Kun. Pokus o puč ovšem skončil naprostým neúspěchem.
Počátkem dubna vydal Otto Horsing, Oberpräsident německé sociální demokracie v Sasku pokyny policii a polovojenským jednotkám, aby obsadily měděné doly a chemické továrny v okolí Halle (v Sasku-Anhaltsku), aby „ochránily vedoucí a ředitele před útoky a sabotážemi“. Skutečným důvodem těchto opatření bylo ovšem zamezit komunistům v získání kontroly nad doly a továrnami, uklidnit situaci v oblasti, pokud by bylo potřeba i silou, a zbavit místní odborové organizace a sdružení vlivu komunistů. Pod vedením anarchisty Maxe Hoelzela se začala tvořit ozbrojená opozice. KPD vyzvala pracující třídu v celém Německu, aby se solidárně k této opozici také vyzbrojila. KPD ale nesprávně posoudila většinovou náladu Němců, takže vzpoura zůstala omezena především na střední Německo. I když se Hoelzlovi anarchisté a KPD spojili, nezískali většinovou podporu a vládní ozbrojené síly zaujaly místa bez významnějšího odporu (stávkující nesouhlasili s účastí v ozbrojeném konfliktu s policií). Byly dokonce případy, například v továrnách Krupp nebo v hamburských loděnicích, kdy dělníci zahnali komunistické agitátory s holemi v rukách.
Pozadí a organizace celé Březnové akce je poněkud nejasné. Někteří lidé (jako např. Ruth Fischer, představitel KPD) tvrdili, že Lenin a sovětští komunističtí pohlaváři chtěli odvést pozornost veřejnosti od vnitřních problémů a krize Kominterny a komunistické strany. Jiní zase tvrdili, že akce byla přímým důsledkem přespříliš velké horlivosti Leninových radikálních Kuneristů, kteří usilovali o to dokázat vlastní důležitost pro Stranu.
Lenin nakonec vinil sám sebe, že jmenoval Kuna, a obvinil ho z odpovědnosti za neúspěch Německé revoluce. Kunovy akce a nezdar při zajištění všeobecného povstání v Německu Lenina přímo rozzuřily. Na nejbližším sjezdu Operačního výboru označil jeho akce jako idiotské. Nicméně Kun členství v Operačním výboru neztratil a závěrečný dokument z konce zasedání německým komunistům oficiálně přiznal „bojového ducha“. Kun nebyl vyhozen ze stranických funkcí, ale „Březnová akce“ znamenala konec radikální opozice a její teorie o „permanentním útoku“.
„Poslední analýza ukazuje, že Levin měl v mnoha politických věcech pravdu. Tvrzení Thallheimera a Bély Kuna jsou politicky naprosto chybná. Fráze a nedostatek pozornosti, hry radikálních levičáků.“ --Leninův dopis Zinovjevovi
Ve dvacátých letech byl Kun přední operativec Kominterny, sloužil především v Německu, Rakousku a Československu, ale kvůli své nechvalné proslulosti byl nepoužitelný pro tajné a špionážní úkoly.

## Ke konci života
Kunův poslední tajný úkol skončil v roce 1928, když byl ve Vídni zatčen místní policií za cestování na falešný pas. V Moskvě mu většinu času zabraly spory s maďarskými komunistickými emigranty, několik z nich udal sovětské tajné policii, tzv. Spojené státní politické správě (OGPU), která je zatkla a věznila koncem dvacátých a počátkem třicátých let.
Béla Kun byl obviněn z trockismu a popraven na konci třicátých let během Stalinových čistek mezi starší generací komunistů. Obvinění z trockismu bylo naprosto nezasloužené, protože Kun byl v tom čase fanatický stalinista, který až do svého zatčení v květnu 1937 mocně podporoval Stalinovo působení. Kolem jeho smrti existují nejasnosti.